# Epacroplon cruciatum
Epacroplon cruciatum är en skalbaggsart som först beskrevs av Aurivillius 1899.  Epacroplon cruciatum ingår i släktet Epacroplon och familjen långhorningar.
Artens utbredningsområde är Paraguay. Inga underarter finns listade i Catalogue of Life.